# Битва за Лісс
Битва за Лісс – військова операція македонського царя Філіппа V по оволодінню іллірійським містом Лісс на початковому етапі Першої Македонської війни. 

Мапа Епіру та прилеглих територій. Іллірії. Зокрема, позначені згадані у статті Лісс, Дімали, Епідамн, Аполлонія, а також території розселення парфінів, атінтанів та дасаретів

У 214 р. до н.е. Філіпп V розпочав війну з римлянами, розраховуючи використати їх важке становище внаслідок вторгнення Ганнібалу та відібрати належну Риму найпівденнішу частину Іллірії з розташованими на узбережжі грецькими містами Епідамн та Аполлонія. Втім, здійснена того ж року морська експедиція до цього району завершилась катастрофою, так що в наступні два роки македонський цар перейшов до політики тиску на ворога зі сторони суходолу. Зокрема, він діяв проти атінтанів та дасаретів (епірські племена, території яких розташовувались на південь та схід від римських володінь), а також парфінів (іллірійське плем’я у центральній частині сучасної Албанії, котре стало підпорядковуватись Риму після Другої Іллірійської війни). В останньому випадку він зміг захопити місто Дімали, котре знаходилось за три десятки кілометрів на схід від Аполлонії. Римляни, якими командував Марк Валерій Левін, при цьому вели себе доволі пасивно, обмежуючись утриманням контролю над приморськими фортецями.
Нарешті, у 212 р. до н.е. Філіпп V атакував іллірійську державу ардієїв, володіння якої починались на північ від римських, для чого він здійснив напад на Лісс (сучасне албанське місто Лежа неподалік від устя Дрина). Воно було чудово захищене мурами, а неподалік (але не впритул) на горі знаходився акрополь – Акролісс. Після рекогносцировки Філіпп прийшов до висновку, що штурм Акролісса повністю безперспективний, але між ним та містом існує суттєвий простір. 
Враховуючи потужні фортифікації, Філіпп розробив план битви, котрий передбачав застосування військових хитрощів. Вночі він сховав більшу та кращу частину легкоозброєних у порослій лісом місцевості, котра нависала над згаданим проміжком між містом та акрополем. Сам же з настанням ранку з пельтастами та певною кількістю легкоозброєних підступив до Лісса з іншої сторони, від приморської рівнини. 
Іллірійці, котрі у великій кількості зібрались до міста при наближенні македонської армії, не збирались відсижуватись за його мурами. Як тільки македонці наблизились, натовпи іллірійців сміливо висипали з Лісса: вони мали чисельну перевагу та зайняли гарні позиції на висотах. Тоді Філіпп наказав легкоозброєним йти вперед та зав’язати бій. Певний час тривала нерішуча сутичка, аж от македонські легкоозброєні почали відступати назад. Іллірійці пішли слід за ними та напали на вишикуваних на рівнині пельтастів.
Полишений у Акроліссі невеликий гарнізон спостерігав за відступом загонів Філіппа. Розраховуючи на отримання здобичі, він почав частинами полишати ввірену йому фортецю та спускатись звивистими стежками на рівнину. В якийсь момент залишені у засідці піднялись та кинулись на ворога, одночасно перейшли у наступ і пельтасти. Іллірійці почали відступати та шукали порятку у місті, проте гарнізон Акролісса виявився відрізаним від нього, так що македонці захопили цю потужну твердиню без битви. Лісс пав на наступний день після жорстокого штурму. 
Таким чином, Філіпп отримав важливий опорний пункт на західному узбережжі Балканського півострова. Втім, він так і не зміг перейти до нападу на римські приморські твердині, оскільки наступного року проти нього виступили етолійці та пергамський цар Аттал, котрі разом з експедиційними силами римлян перенесли епіцентр бойових дії на протилежне узбережжя півострова, до Егеїди.